# Angličtina v severní Anglii

Zvuk samohlásky ve slově sun (severoanglicky [sʊn]) po celé Anglii. Severoanglické dialekty neprošly posunem zavřených zadních samohlásek, čímž se odlišují od dialektů jižní Anglie i Skotska.

Angličtina v severní Anglii byla zformována historií osídlení a migrace v regionu. Historicky nejsilnější vliv na varianty angličtiny, kterými se mluví v severní Anglii, měl northumbrijský dialekt staré angličtiny, byly však dále ovlivňovány starou severštinou a irským dialektem angličtiny, s nímž přišly do styku za Velkého irského hladomoru.
S tradičními hrabstvími v oblasti jsou spojovány tradiční severoanglické dialekty, například cumbrijský, lancashirský, northumbrijský a yorkshirský, během urbanizace probíhající během 19. a 20. století se však začaly objevovat i nové lokální dialekty, např. manchesterský, liverpoolský („Scouse“), tynesideský–newcastleský („Geordie“) a yorkský („Tyke“). Mnoho mluvčích těchto dialektů je stigmatizováno a v profesním prostředí se snaží svůj akcent zakrýt.
Severní dialekty jsou jedny z hlavních odnoží angličtiny v Anglii. Dalšími hlavními skupinami jsou angličtina východní Anglie, eastmidlandská a westmidlandská angličtina, dále území jihozápadní (Somerset, Dorset, Devon, Cornwall) a jihovýchodní Anglie společně s územím Velkého Londýna.
Oficiální dialekt používaný na území celého Spojeného království je tzv. Standard English s výslovností Received Pronunciation, která je vyučována ve všech školách a používá se v oficiálních dokumentech, tisku a jiných médiích.